# Sarah Allan
Sarah Allan (Chino simplificado: 艾兰; Chino tradicional: 艾蘭; pinyin: Ài Lán) (Estados Unidos, 1945) es una paleógrafa estadounidense y estudiosa de la antigua China. Actualmente es Profesora de Estudios Asiáticos de la Fundación Burlington Northern en el Departamento de Lenguas y Literaturas de Asia y Medio Oriente en Dartmouth College, Presidenta de la Sociedad para el Estudio de la China Antigua y Editora de China Antigua. Anteriormente, fue profesora titular de chino en la Escuela de Estudios Orientales y Africanos de la Universidad de Londres. Es más conocida por su enfoque interdisciplinario de los sistemas mitológicos y filosóficos de la civilización china primitiva.

## Biografía
Allan se licenció en 1966 en la Universidad de California, Los Ángeles, y realizó una maestría y un doctorado en 1969 y 1974 respectivamente de la Universidad de California, Berkeley. Ha publicado numerosas publicaciones en inglés y chino (como Ai Lan 艾兰). En su trabajo, Allan ha presentado un intento de reconstruir los conceptos básicos de la mitología de la dinastía Shang de China basándose en la evidencia de varias fuentes, incluidas las inscripciones Shang (principalmente de huesos de oráculo, así como bronces), mitos e historias registradas durante las dinastías Zhou y Han que siguieron a Shang, que parecen derivarse de fuentes Shang, así como de datos arqueológicos. Sus obras se han traducido tanto al chino como al coreano. Su libro más reciente es Ideas enterradas: Leyendas de abdicación y gobierno ideal en manuscritos de deslizamiento de bambú chinos tempranos recientemente descubiertos (SUNY Press, 2015), que analiza el periodo de los Reinos combatientes y las situaciones de guerra (475-221 a. C.) textos en hojas de bambú sobre la abdicación del Emperador Yao y la llegada del Emperador Shun, centrada en cuestiones de meritocracia y sucesión hereditaria.
Allan también ha colaborado extensamente con académicos chinos, Li Xueqin李学勤 y Qi Wenxin 齐 文 心 en particular, en la publicación de materiales chinos en colecciones occidentales con el fin de ponerlos a disposición de los académicos en China. Otra área de colaboración es su organización de conferencias y talleres internacionales sobre textos en tablillas de bambú en chino.
Durante un tiempo, Allan fue profesora titular de chino en la Escuela de Estudios Orientales y Africanos de la Universidad de Londres. Actualmente es Profesora de Estudios Asiáticos de la Fundación Burlington Northern en el Departamento de Lenguas y Literaturas de Asia y Medio Oriente en Dartmouth College, Presidenta de la Sociedad para el Estudio de la China Antigua y Editora de China Antigua .
Allan está casada con el artista Nicol Allan.

## Trabajos seleccionados

### Monografías
- Allan, Sarah (2015), Buried Ideas: Legends of Abdication and Ideal Government in Recently Discovered Early Chinese Bamboo-slip Manuscripts, SUNY series in philosophy and culture, SUNY Press, ISBN 978-1-43845-777-2.Allan, Sarah (2015), Buried Ideas: Legends of Abdication and Ideal Government in Recently Discovered Early Chinese Bamboo-slip Manuscripts, SUNY series in philosophy and culture, SUNY Press, ISBN 978-1-43845-777-2.

### Trabajos colaborativos
- Li Xueqin; Qi Wenxin; Allan, Sarah, eds. (1999), Ruidian Sidegeermo Yuandong Guwu Bowuguan Cang Jiagu Wenzi 瑞典斯德哥爾摩遠東古物博物館藏甲骨文字, Zhonghua Shuju, ISBN 978-7-10102-256-8.Li Xueqin; Qi Wenxin; Allan, Sarah, eds. (1999), Ruidian Sidegeermo Yuandong Guwu Bowuguan Cang Jiagu Wenzi 瑞典斯德哥爾摩遠東古物博物館藏甲骨文字, Zhonghua Shuju, ISBN 978-7-10102-256-8.
- Li Xueqin; Allan, Sarah, eds. (1995), Ouzhou Suocang Zhongguo Qingtongqu Yizhu 歐洲所藏中國青銅器遺珠 (Chinese Bronzes: A Selection from European Collections), Wenwu Press, ISBN 978-7-501-00624-3.Li Xueqin; Allan, Sarah, eds. (1995), Ouzhou Suocang Zhongguo Qingtongqu Yizhu 歐洲所藏中國青銅器遺珠 (Chinese Bronzes: A Selection from European Collections), Wenwu Press, ISBN 978-7-501-00624-3.
- Li Xueqin; Qi Wenxin; Allan, Sarah (eds.), Oracle Bones Collections in Great Britain (Yingguo suo Cang Jiagu Ji 英國所藏甲骨集), Zhonghua Shuju, ISBN 978-7-101-00955-2, OCLC 638728434.Li Xueqin; Qi Wenxin; Allan, Sarah (eds.), Oracle Bones Collections in Great Britain (Yingguo suo Cang Jiagu Ji 英國所藏甲骨集), Zhonghua Shuju, ISBN 978-7-101-00955-2, OCLC 638728434. Li Xueqin; Qi Wenxin; Allan, Sarah (eds.), Oracle Bones Collections in Great Britain (Yingguo suo Cang Jiagu Ji 英國所藏甲骨集), Zhonghua Shuju, ISBN 978-7-101-00955-2, OCLC 638728434.
  - Vol. 1 (1985)
  - Vol. 2 (1992)

### Artículos
- Allan, Sarah (2015), «'When Red Pigeons Gathered on Tang's house': A Warring States Period Tale of Shamanic Possession and Building Construction Set at the Turn of the Xia and Shang Dynasties», Journal of the Royal Asiatic Society, Series 3 (2015): 419-438, doi:10.1017/S1356186314000923.
- Allan 艾蘭, Sarah (2013), «The Life of a Chinese Historian in Tumultuous Times: Interviews with Li Xueqin, Part One», Early China, 35-36 (2012–13): 1-35, doi:10.1017/S0362502800000419.
- Allan, Sarah (October 2012), «On Shu 書 ('Documents') and the Origin of the Shang shu 尚書 ('Ancient Documents') in Light of Recently Discovered Bamboo Slip Manuscripts», Bulletin of the School of Oriental and African Studies, 75.3 (October 2012): 547-557, doi:10.1017/s0041977x12000547.
- Allan, Sarah (2010), «Abdication and Utopian Vision in the Bamboo Slip Manuscript, 'Rongchengshi'», Chinese Philosophy in Excavated Early Texts, Supplement to Journal of Chinese Philosophy 37 (2010): 67-85, doi:10.1111/j.1540-6253.2010.01621.x.
- «He Flies like a Bird, He Dives like a Dragon, Who is that Man in the Animal Mouth? Shamanic images in Shang and Western Zhou Art», Orientations, 41, number 3 (April 2010): 45-51.
- Allan, Sarah (2009), «Not the Lun yu: The Chu Script Bamboo Slip Manuscript, 'Zi Gao', and the Nature of Early Confucianism», Bulletin of the School of Oriental and African Studies 72 (2009): 115-151, doi:10.1017/s0041977x0900007x.
- Allan, Sarah (2007), «On the Identity of Shang Di and the Origin of the Concept of a Celestial Mandate (tian ming 天命)», Early China 31 (2007): 1-46, doi:10.1017/S0362502800001796.
- Allan, Sarah (2007), «Erlitou and the Formation of Chinese Chinese Civilization: Toward a New Paradigm», Journal of Asian Studies, 66.2 (May 2007): 461-497, doi:10.1017/S002191180700054X.
- Allan, Sarah (2003), «The Great One, Water, and the Laozi: New Light from Guodian», T'oung Pao, 89.4/5 (December 2003): 237-285, doi:10.1163/156853203773644358.

### Obras traducidas al chino
- Allan, Sarah (2010-2011), Ai Lan Wenji 艾兰文集 (Collected Works of Sarah Allan), Commercial Press.
  - Vol. 1 (2010), Gui zhi Mi: Shangdai Shenhua, Jisi, Yishu he Yuzhouguan Yanjiu 龟之谜：商代神话，祭祀，艺术，和宇宙观研究 (revised and expanded edition), ISBN 978-7-100-07361-5. - translated by Wang Tao
  - Vol. 2 (2010), Shui zhi Dao yu De zhi Duan: Zhongguo Zaoqi Zhexuesixiang de Benyu 水之道与德之端：中国早期哲学思想的本喻 (revised and expanded edition), ISBN 978-7-100-07488-9.
  - Vol. 3 (2010), Shixi yu Shanrang 世袭与禅让 (new translation, expanded edition), ISBN 978-7-100-07538-1.
  - Vol. 4 (2011), Zaoqi Zhongguo Lishi, Sixiang, yu Wenhua 早期中国历史，思想与文化 (revised and expanded edition), ISBN 978-7-100-08414-7.

### Volúmenes editados
- Chang, Kwang-chih; Xu Pingfang; Allan, Sarah (2005), The Formation of Chinese Civilization: An Archaeological Perspective, Culture & civilization of China, Yale University Press, ISBN 978-0-300-09382-7.
- Allan, Sarah; Wen, Xing, eds. (2004), Xinchu Jianbo Yanjiu: Xinchu Jianbo Guoji Xueshu Yantaohui Wenji 2000 Nian 8 Yue Beijing 新出简帛研究：新出简帛国际学术研讨会文集2000年8月北京 (Studies on Recently Discovered Chinese Manuscripts: Proceedings of the International Conference on Recently Discovered Manuscripts, August, 2000), Wenwu Press, ISBN 978-7-50101-685-3.
- Allan, Sarah; Williams, Crispin, eds. (2000), The Guodian Laozi: Proceedings of the International Conference, Dartmouth College, May 1998, Issue 5 of Early China special monograph series, The Society for the Study of Early China and Institute of East Asian Studies, University of California, ISBN 978-1-55729-069-4.
- Allan, Sarah; Cohen, Alvin P., eds. (1979), Legend, Lore, and Religion in China: Essays in Honor of Wolfram Eberhard on his Seventieth Birthday, Issue 13 of Asian library series, Chinese Materials Center, ISBN 978-0-89644-584-0.